# Conoidasida
Classe
Taxons de rang inférieur
- Coccidiasina
- Gregarinasina

Les Conoidasida sont une classe de micro-organismes de l'embranchement des apicomplexes.

## Systématique
La classe des Conoidasida a été créée en 1988 par le microbiologiste américain Norman Dion Levine (d) (1912-1999),.

## Liste des sous-classes et ordres
Selon NCBI (9 octobre 2022) :
- sous-classe Coccidia
  - ordre Agamococcidiorida
  - ordre Eucoccidiorida
- sous-classe Gregarinasina Dufour, 1828
  - ordre Archigregarinorida Grasse, 1953
  - ordre Eugregarinorida Leger, 1900
  - ordre Neogregarinorida
- ordre Corallicolida Kwong et al., 2020
- ordre Protococcidiorida

## Publication originale
- (en) Norman Dion Levine, The protozoan phylum Apicomplexa, CRC Press, 1988 (ISBN 0-8493-4653-3 et 0-8493-4654-1, LCCN 87008005).